# Kanigoro (Kras)
Kanigoro is een bestuurslaag in het regentschap Kediri van de provincie Oost-Java, Indonesië. Kanigoro telt 3446 inwoners (volkstelling 2010).